# Epidendrum callobotrys
Epidendrum callobotrys är en orkidéart som beskrevs av Friedrich Fritz Wilhelm Ludwig Kraenzlin. Epidendrum callobotrys ingår i släktet Epidendrum och familjen orkidéer. Inga underarter finns listade i Catalogue of Life.